# Animali fantastici (serie di film)

Newt Scamander nel primo film

Animali fantastici (Fantastic Beasts) è una serie cinematografica fantasy diretta da David Yates, scritta da J. K. Rowling e prodotta da Warner Bros. Cominciata nel 2016 con Animali fantastici e dove trovarli, è proseguita nel 2018 con Animali fantastici - I crimini di Grindelwald e nel 2022 con Animali fantastici - I segreti di Silente.
Si tratta di uno spin-off di Harry Potter ispirato al manuale di approfondimento Gli animali fantastici: dove trovarli, entrambi scritti da J. K. Rowling. La serie è ambientata nel mondo magico, un universo condiviso con Harry Potter, ma una sessantina d'anni prima nella cronologia interna, in un arco di tempo che va dal 1926 al 1932. La trama racconta del magizoologo Newt Scamander nelle sue avventure in giro per il mondo in cerca di creature magiche e della sua missione, insieme ad Albus Silente, per contrastare l'ascesa al potere del mago oscuro Gellert Grindelwald.

## Trama

### Animali fantastici e dove trovarli
Nel 1926, il timido e brillante magizoologo Newt Scamander fa scalo a New York prima di riprendere il suo viaggio verso l'Arizona, quando le creature magiche che porta con sé fuoriescono accidentalmente dalla sua valigia e si disperdono per la città seminando il panico tra la popolazione no-mag. Mentre Newt unisce le forze col no-mag Jacob Kowalski e le due streghe Tina e Queenie Goldstein per riacciuffare le creature, il Magico Congresso degli Stati Uniti d'America (MACUSA) è alle prese con la minaccia di un Obscurus, una forza sinistra dal potere altamente distruttivo, che flagella la città e che i funzionari del Congresso credono dovuto a Newt. Ciò che il MACUSA teme di più è il fatto che il potere distruttivo dell'obscurus possa rivelare ai no-mag l'esistenza dei maghi, infrangendo lo Statuto di Segretezza. Newt riesce infine a provare la sua innocenza, così ad essere arrestato per resistenza alle forze dell'ordine magiche e tentativo di omicidio nei confronti di Newt è l'ambiguo Auror Percival Graves, sotto le cui spoglie si nasconde in realtà il mago oscuro Gellert Grindelwald, responsabile di tanti altri attacchi precedenti in varie città europee.

### Animali fantastici - I crimini di Grindelwald
Nel 1927, sei mesi dopo gli eventi del primo film, Grindelwald evade di prigione e inizia a radunare attorno a sé adepti di sangue puro per instaurare un nuovo ordine mondiale in cui i maghi debbano regnare sui babbani. Per contrastarlo, Albus Silente richiede l'aiuto del suo ex studente Newt Scamander. Lui, Jacob e Tina si recano quindi a Parigi, dove lo stregone è sulle tracce dell'obscuriale Credence Barebone, nell'intento di portarlo dalla sua parte e sfruttare il suo grande potere. I protagonisti finiscono però in una trappola, Grindelwald infatti li attira in un vecchio anfiteatro dove in un comizio spiega ai suoi sostenitori i suoi piani di dominio sui babbani. Successivamente Grindelwald viene raggiunto dagli auror francesi, ma uno di loro per autodifesa uccide uno dei presenti al raduno. Questo gli consente di far evadere la folla, spargendo la parola che i veri violenti sono gli auror. Nel finale Grindelwald evoca un potente cerchio di fuoco a causa del quale molti auror perdono la vita o, di contro, si uniscono a lui. Nonostante Credence Barebone e Queenie Goldstein passino al lato oscuro, Newt, Jacob e il fratello Theseus e Tina riescono a fuggire. Le fiamme blu nel frattempo si sono trasformate in un ardemonio che minaccia di distruggere Parigi, ma dopo l'arrivo inaspettato di Nicolas Flamel la squadra unisce le forze e riesce a fermarle.

### Animali fantastici - I segreti di Silente
Nel 1932, Newt va in Cina per recuperare un Qilin, creatura magica con il potere di vedere la purezza di cuore delle persone. I seguaci di Grindelwald, guidati da Credence, attaccano, rapendo il Qilin, senza sapere che la creatura ha un gemello, recuperato da Newt. Albus Silente incarica Newt e i suoi amici di andare a Berlino, dove si stanno tenendo le elezioni per il nuovo Capo della Confederazione Internazionale dei Maghi (CIM). Grindelwald infatti si è candidato, in quanto secondo la tradizione è il Qilin a scegliere il Capo della CIM e il mago ha corrotto quello in suo possesso perché scelga lui. Intanto Credence viene invitato ad uccidere Silente, ma fallisce e scopre di essere il figlio di Aberforth Silente, fratello di Albus. L'obscuriale decide quindi di passare dalla parte del padre e dello zio. L'elezione finale si svolge in Bhutan, dove Newt e gli altri smascherano Grindelwald e presentano il Qilin sano, che sceglie un'altra candidata. Dopo un feroce duello con Albus, Grindelwald si ritira. Queene, tornata dalla parte del bene, sposa Jacob a New York, e tra Newt e Tina sembra esserci qualcosa, e anche la famiglia Silente è di nuovo riunita.

## Personaggi
Newton Artemis Fido Scamander
Detto Newt e chiamato Newton Artemis Fido Scamandro nei libri di Harry Potter e Gli animali fantastici: dove trovarli, è un brillante magizoologo inglese che viaggia per il mondo in cerca di creature magiche allo scopo di documentarle, classificarle e sensibilizzare la comunità magica alla loro salvaguardia. Appare schivo e timido, e si trova più a suo agio con gli animali che in compagnia di esseri umani. Nato nel 1897, frequentò Hogwarts nella casa di Tassorosso, ma venne espulso per aver messo a repentaglio l'incolumità dei suoi compagni con l'introduzione nella scuola di una creatura pericolosa. In seguito Newt iniziò a lavorare al Ministero della Magia nell'ufficio Regolazione e Controllo delle Creature Magiche dove, grazie alla sua profonda conoscenza dell'argomento, si assicurò una rapida e brillante carriera. Con le informazioni raccolte nel corso dei suoi viaggi compilò il libro Gli animali fantastici: dove trovarli, divenuto l'opera di riferimento per lo studio delle creature magiche. A New York conosce e stringe amicizia col no-mag Jacob Kowalski e con Porpentina Goldstein, sua futura moglie, e viene coinvolto nella lotta contro il mago oscuro Gellert Grindelwald. È interpretato da Eddie Redmayne e doppiato in italiano da Davide Perino.
Porpentina Goldstein
Detta Tina, è un'ex Auror del MACUSA declassata al ruolo di impiegata per aver causato uno scandalo aggredendo la no-mag Mary Lou Barebone in pubblico; aggressione causata dal fatto che Tina volesse difendere il figlio adottivo della donna, Credence, dai maltrattamenti. Incontra Newt Scamander a New York e lo accompagna per obliviare il no-mag Jacob Kowalski, in presenza del quale ha commesso delle magie. In seguito, con la sorella Queenie, aiuta Newt e Jacob a riprendere tutti gli animali fantastici fuggiti per la città; inoltre, assieme a Newt, combatte il suo capo Percival Graves che si rivela essere il mago oscuro Gellert Grindelwald e, alla fine del film, riottiene il suo lavoro di Auror. È interpretata da Katherine Waterston e doppiata in italiano da Francesca Manicone.
Jacob Kowalski
È un no-mag newyorkese che lavora in fabbrica ma ha il sogno di aprire una pasticceria. Incontra casualmente Newt Scamander e resta invischiato in una serie di avventure magiche. Stringe un forte legame di amicizia con Newt e si innamora, ricambiato, di Queenie Goldstein. Nonostante gli venga cancellata la memoria, come a tutti i babbani che assistono a eventi magici, pare mantenere qualche ricordo inconscio delle sue peripezie, poiché, dopo aver aperto la sua pasticceria grazie a Newt, crea dei dolci con le fattezze degli animali fantastici da lui incontrati. È interpretato da Dan Fogler e doppiato in italiano da Nanni Baldini.
Queenie Goldstein
È la sorella minore di Porpentina, un'abile e attraente legilimens dallo spirito libero. Aiuta Newt, Tina e Jacob nel ritrovare tutti gli animali fantastici dispersi per New York, inoltre contribuisce al loro salvataggio dalla condanna a morte di Percival Graves. S'innamora del no-mag Jacob Kowalski e, nonostante alla fine del film gli venga cancellata la memoria, va comunque a trovarlo nella sua pasticceria. Nel secondo film sembra diventare una dei seguaci di Grindelwald, tradendo sua sorella e i suoi stessi amici. È interpretata da Alison Sudol e doppiata in italiano da Gemma Donati.
Albus Silente
Docente di Difesa contro le Arti Oscure a Hogwarts e futuro preside della scuola, è ritenuto essere il miglior mago del mondo e l'unico in grado di tener testa a Grindelwald, l’ex amico di cui era innamorato. Nella serie di Animali fantastici è interpretato da Jude Law e doppiato da Riccardo Niseem Onorato.
Gellert Grindelwald
È un mago oscuro europeo che seminò il panico nel mondo magico prima dell'ascesa di Lord Voldemort e introdotto nella serie di Harry Potter. Fin da giovane iniziò a mostrare atteggiamenti violenti e malvagi, a interessarsi ai Doni della Morte, magiche reliquie che avrebbero fornito l'immortalità al loro possessore, e a pianificare un nuovo ordine mondiale in cui i maghi avrebbero dovuto regnare sui Babbani per il bene superiore. A causa della sua condotta venne espulso da Durmstrang e si trasferì in seguito a Godric's Hollow presso la prozia Bathilda Bath. I suoi scopi e argomenti affascinarono il giovane Albus Silente, tanto che quest’ultimo se ne innamorò, ma dopo una lite tra i due e Aberforth Silente in cui la sorella di Albus e Aberforth Ariana rimase uccisa da un incantesimo di uno dei tre, Grindelwald fuggì all'estero e l'amicizia tra i due si ruppe. Dopo aver dato inizio a una stagione di terrore e aver sottratto la Bacchetta di Sambuco al fabbricante Gregorovich, Grindelwald venne infine sconfitto da Silente nel 1945 e rinchiuso a Nurmengard, la sua stessa prigione. Oltre cinquanta anni dopo, ne I Doni della Morte, riceve in prigione la visita di Voldemort, in cerca della Bacchetta di Sambuco; tuttavia si rifiuta di dargli informazioni e viene da questi ucciso. È interpretato da Jamie Campbell Bower da giovane e Michael Byrne da anziano (doppiato da Sergio Graziani) in Harry Potter e i Doni della Morte - Parte 1 e da Johnny Depp da adulto nei primi due film della serie di Animali fantastici e doppiato in italiano da Fabio Boccanera, mentre nel terzo è interpretato da Mads Mikkelsen e doppiato da Roberto Pedicini.
Percival Graves
È un auror a capo dell'Ufficio Applicazione della Legge sulla Magia del MACUSA. In un periodo imprecisato prima dell'inizio della storia venne sopraffatto da Gellert Grindelwald che iniziò a impersonarlo. Si mette in cerca di Credence Barebone per liberare il suo potere e gettare New York nel caos. Al termine del primo film il suo travestimento è scoperto dal MACUSA. È interpretato da Colin Farrell e doppiato in italiano da Simone D'Andrea.
Credence Barebone
È il figlio adottivo di Mary Lou Barebone, la quale lo maltratta in maniera ancora peggiore di tutti gli altri orfani. Ha un carattere timido, chiuso e introverso e ha un particolare rapporto con Percival Graves che lo sfrutta come informatore per cercare un Obscurus. In seguito, però, dopo che Graves crede di averlo individuato nella sorellina adottiva Modesty Barebone, Graves lo abbandona, definendolo un Magonò. Credence si rivela allora essere l'Obscuriale e, dopo aver ucciso Mary Lou per difendere la sorellina, dà sfogo alla sua rabbia perdendone il controllo. Alla fine del film, nonostante i tentativi di Newt e Tina per tranquillizzarlo, viene abbattuto dagli Auror. Sopravvissuto, Credence entra a far parte di un circo magico da cui, in seguito, fugge assieme a una Maledictus di nome Nagini. Desideroso di scoprire la propria vera identità, viene preso sotto l'ala protettiva di Grindelwald, che gli racconta di avere la risposta alle sue domande: Credence sarebbe Aurelius, figlio di Aberforth Silente. È interpretato da Ezra Miller e doppiato in italiano da Manuel Meli.
Seraphina Picquery
È una potente maga presidente del Congresso Magico degli Stati Uniti d'America; è una donna severa e ligia al dovere, che ritiene di massima importanza che il mondo magico resti nascosto agli occhi dei no-mag. È interpretata da Carmen Ejogo e doppiata in italiano da Laura Romano.
Theseus Scamander
È il fratello maggiore di Newt ed un auror dell'Ufficio Applicazione della Legge sulla Magia del Ministero della Magia britannico. Ha combattuto nella prima guerra mondiale ed è descritto come un "eroe di guerra". È interpretato da Callum Turner e doppiato in italiano da Andrea Mete.
Mary Lou Barebone
È la leader del gruppo estremista I Secondi Salemiani, che aspira a scovare e uccidere tutti i maghi e le streghe. Gestisce un orfanotrofio dove maltratta duramente tutti i bambini che accudisce, in particolare l'adolescente Credence poiché sa che lui è figlio di una strega. Viene uccisa da quest'ultimo dopo l'ennesima angheria ai danni suoi e di sua sorella Modesty, facendo emergere l'Obscurus che è in lui. È interpretata da Samantha Morton e doppiata in italiano da Barbara De Bortoli.
Gnarlack
È un gangster goblin che gestisce un losco night club. Newt, Tina, Jacob e Queenie si dirigono da lui dopo la loro fuga dal MACUSA per chiedergli informazioni riguardo agli ultimi animali fantastici scappati. Lui cerca in cambio di ottenere da Newt il suo Asticello Pickett, per poi tentare di farli arrestare con una soffiata al MACUSA. È interpretato da Ron Perlman e doppiato in italiano da Paolo Marchese.

## Produzione
Gli animali fantastici: dove trovarli è uno pseudobiblion attribuito a Newt Scamander e citato nella serie di Harry Potter come il testo di riferimento per l'insegnamento delle creature magiche a Hogwarts. Nel 2001 J. K. Rowling pubblicò un'edizione del manuale per finanziare l'associazione benefica britannica Comic Relief. Sebbene il libro si presenti come un'enciclopedia di creature magiche e manchi quindi di una vera e propria trama, la Warner Bros. avviò nel 2013 un progetto per adattarlo in un film. Decidendo per la prima volta di occuparsi personalmente della sceneggiatura di una pellicola tratta da una sua opera, Rowling concepì una nuova storia con protagonista Newt Scamander, ambientata nello stesso universo magico ma una sessantina d'anni prima degli eventi di Harry Potter. Rowling concepì l'adattamento come una serie di film, pensando inizialmente a una trilogia e assestandosi poi su cinque pellicole, avendo già pianificato il trattamento di ognuna.
A settembre 2023 il regista ha riferito che non era in programma un quarto film, perciò la saga, di cui erano previsti in totale cinque film, sarebbe potuta rimanere incompiuta.

## Distribuzione
| Film                                          | Data di uscita   | Regia       | Sceneggiatura               | Produttori                                                           |
| --------------------------------------------- | ---------------- | ----------- | --------------------------- | -------------------------------------------------------------------- |
| Animali fantastici e dove trovarli            | 18 novembre 2016 | David Yates | J. K. Rowling               | David Heyman, Steve Kloves, J. K. Rowling e Lionel Wigram            |
| Animali fantastici - I crimini di Grindelwald | 16 novembre 2018 | David Yates | J. K. Rowling               | David Heyman, Steve Kloves, J. K. Rowling e Lionel Wigram            |
| Animali fantastici - I segreti di Silente     | 8 aprile 2022    | David Yates | J. K. Rowling, Steve Kloves | David Heyman, Steve Kloves, J. K. Rowling, Lionel Wigram e Tim Lewis |

## Accoglienza

### Incassi
| Film                                          | Data d'uscita    | Incasso      | Incasso         | Incasso        | Budget       | Note   |
| Film                                          | Data d'uscita    | Nord America | Resto del mondo | Mondiale       | Budget       | Note   |
| --------------------------------------------- | ---------------- | ------------ | --------------- | -------------- | ------------ | ------ |
| Animali fantastici e dove trovarli            | 18 novembre 2016 | $234,037,575 | $580,006,426    | $814,044,001   | $175.000.000 | [ 10 ] |
| Animali fantastici - I crimini di Grindelwald | 16 novembre 2018 | $159,555,901 | $495,300,000    | $654,855,901   | $200.000.000 | [ 11 ] |
| Animali fantastici - I segreti di Silente     | 8 aprile 2022    | $95,850,844  | $311,300,000    | $407,150,844   | $200.000.000 | [ 12 ] |
| Totale                                        | Totale           | $489,444,320 | $1,380,606,426  | $1,876,050,759 | $575.000.000 |        |

### Critica
| Film                                          | Rotten Tomatoes      | Metacritic             |
| --------------------------------------------- | -------------------- | ---------------------- |
| Animali fantastici e dove trovarli            | 74% (347 recensioni) | 66/100 (50 recensioni) |
| Animali fantastici - I crimini di Grindelwald | 36% (337 recensioni) | 52/100 (48 recensioni) |
| Animali fantastici - I segreti di Silente     | 46% (248 recensioni) | 47/100 (49 recensioni) |